# Black Crow Blues
«Black Crow Blues» es una canción del músico estadounidense Bob Dylan, publicada en su cuarto álbum de estudio, Another Side of Bob Dylan (1964).